# Ratusz Staromiejski w Szczecinie
Ratusz Staromiejski w Szczecinie – wzniesiony przy Rynku Siennym, dziś przy ulicy Księcia Mściwoja II nr 8.
Zbudowano go dla władz miasta w XV w. na miejscu drewnianego budynku z poł. XIII w., w którym mieściły się: izba ławników, sala sądowa, sala handlowa oraz karcer znajdujący się w piwnicach. W roku 1570 był miejscem obrad Kongresu Pokojowego kończącego wojnę pomiędzy Szwecją i Danią. Po zniszczeniach w trakcie najazdów Brandenburczyków został odbudowany w stylu barokowym. Funkcję ratusza pełnił do 1879 i od 1937–38 do zniszczenia podczas II wojny światowej. Został odbudowany w latach 1972–1975 na potrzeby Muzeum Narodowego w Szczecinie. Odrestaurowano m.in. gotyckie zdobienia ścian zewnętrznych. Część budynku zachowała styl barokowy. W elewacji zachodniej z wysokim wolutowym szczytem znajduje się wysoki podcień, przeciwległy bok jest zamknięty ażurowym parawanem sterczyn o równej wysokości powiązanych belkowaniem. Cegły glazurowane w kolorach zielonym i czarnym podkreślają linię gzymsów, arkad oraz łuków okien i blend. W piwnicach i dwóch salach górnych kondygnacji zachowały się oryginalne, gotyckie sklepienia gwiaździste.
W ratuszu mieści się Muzeum Historii Szczecina – oddział Muzeum Narodowego. Wystawy stałe są poświęcone historii i kulturze Szczecina. W gotyckiej piwnicy mieści się restauracja. Ratusz wchodzi w skład międzynarodowej trasy turystycznej Europejskim Szlaku Gotyku Ceglanego.

## Galeria

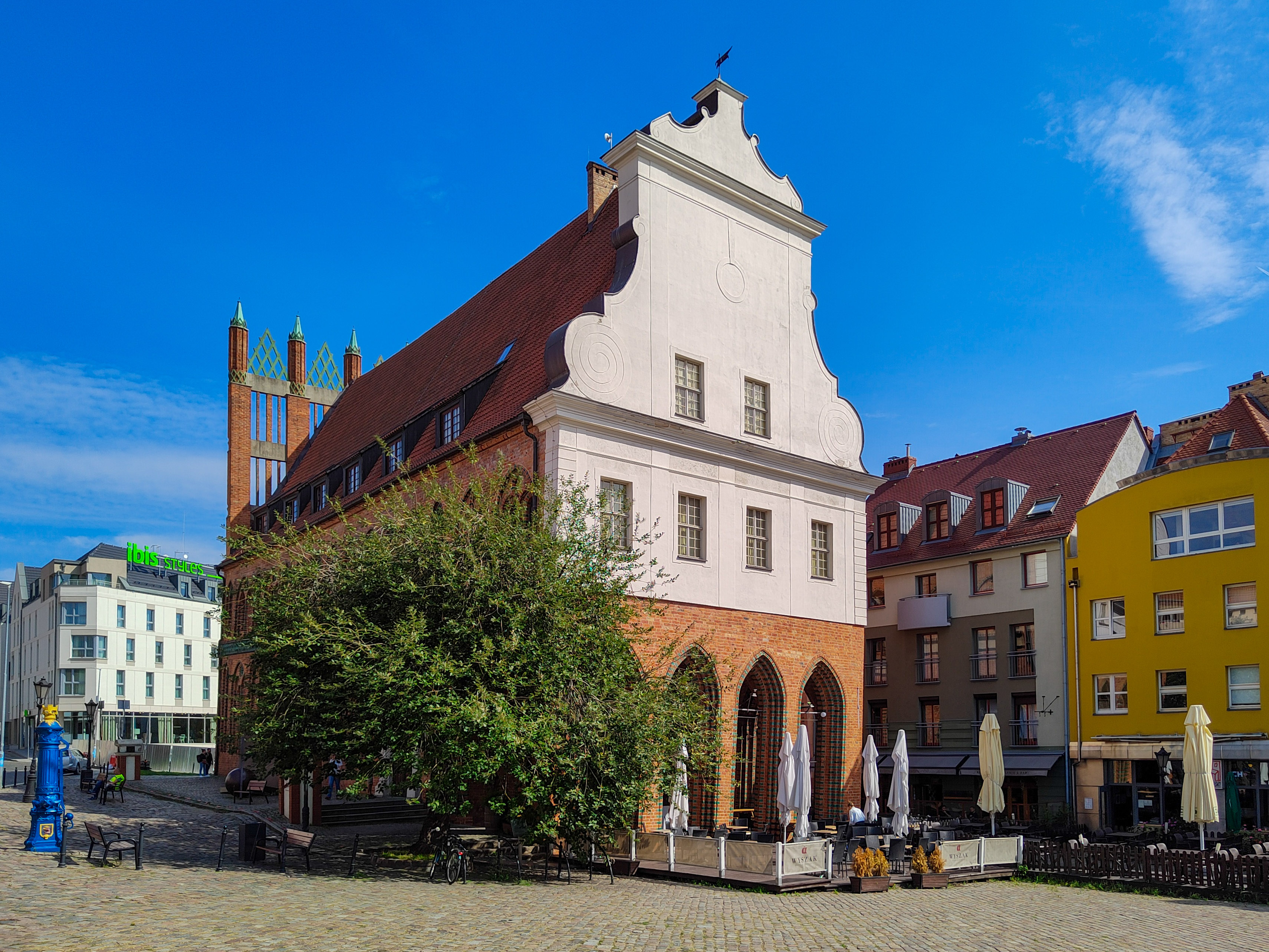
Fasada południowo-zachodnia
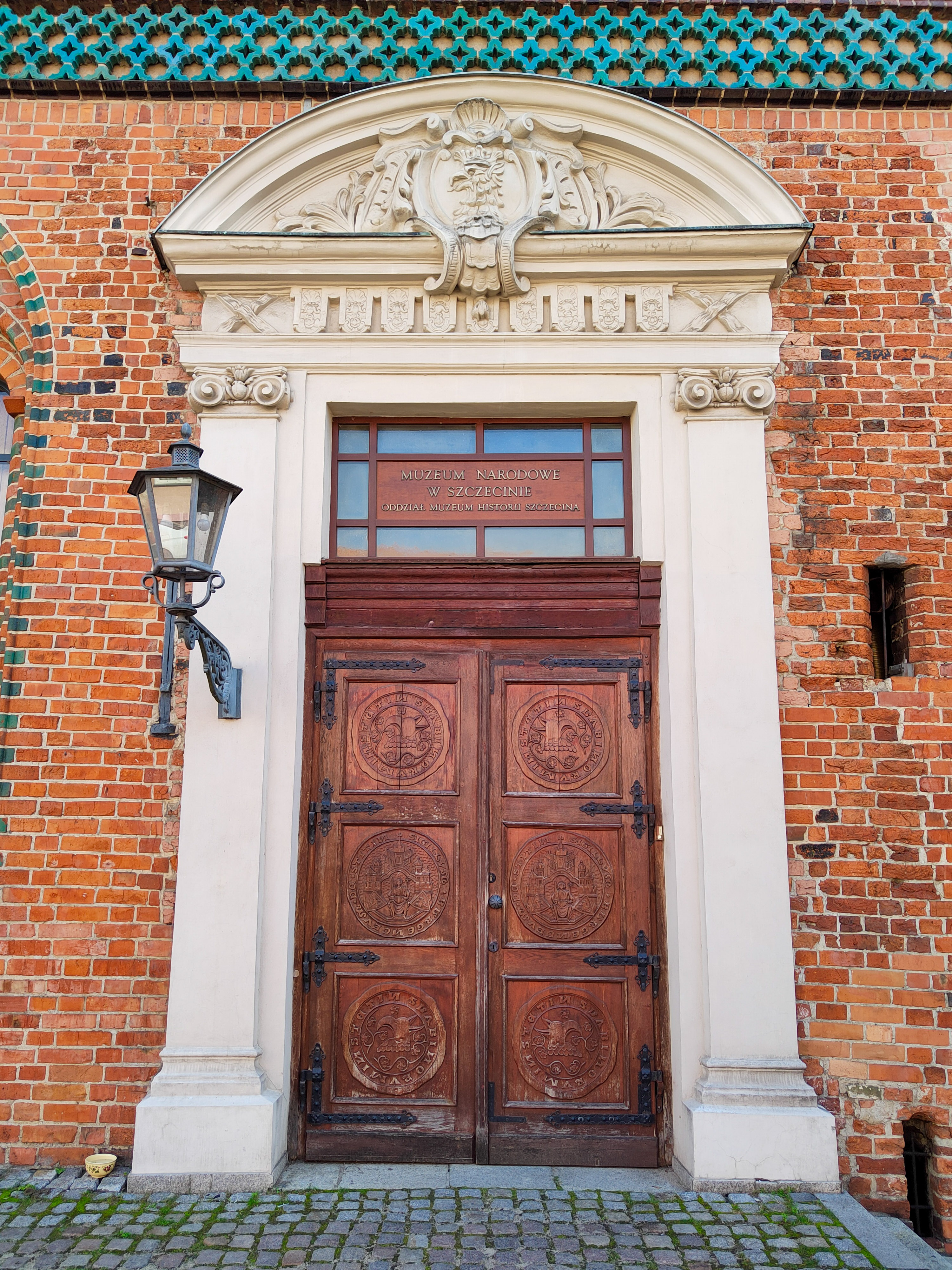
Barokowy portal w fasadzie zachodniej
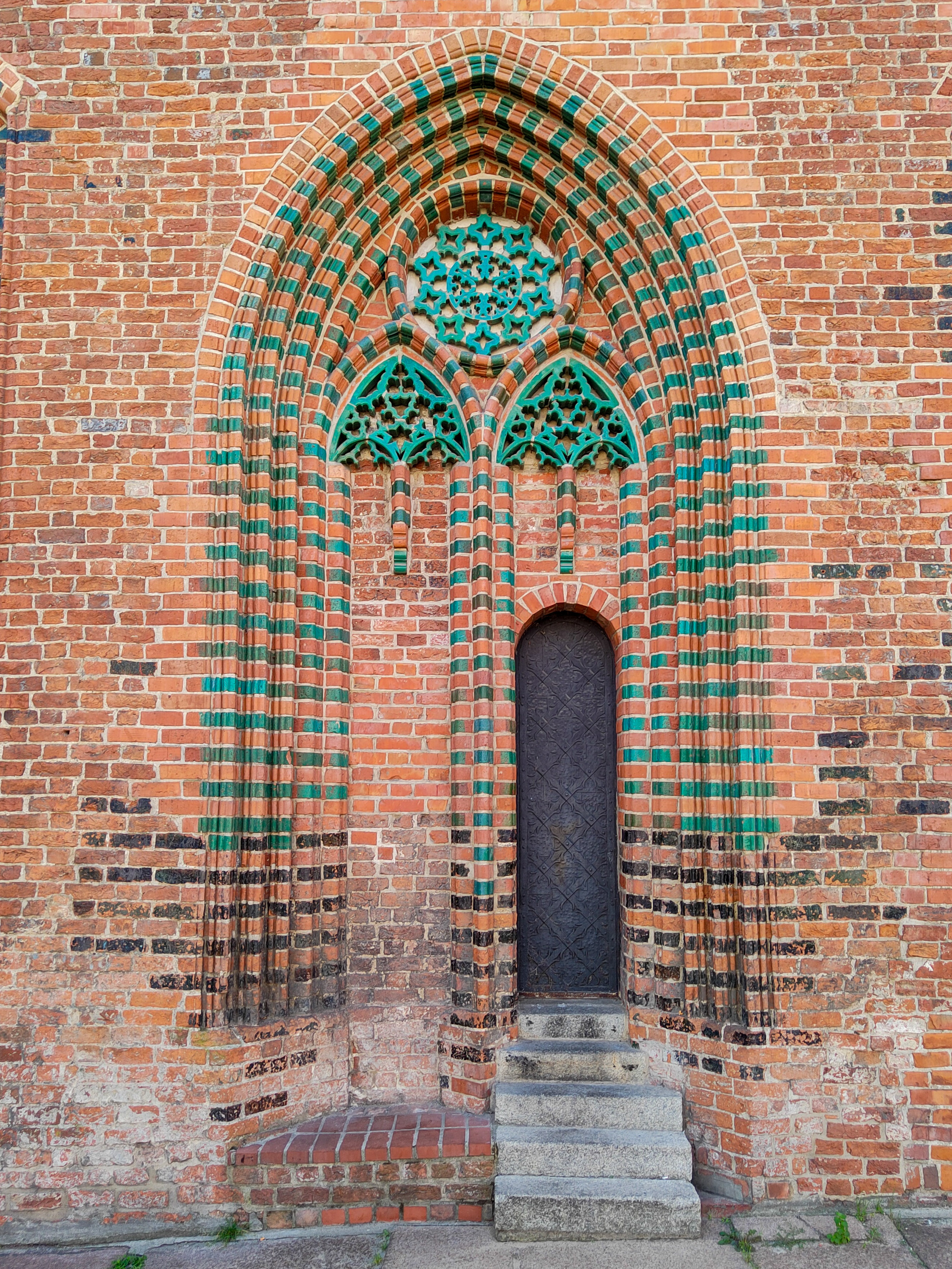
Gotycki portal w fasadzie północnej
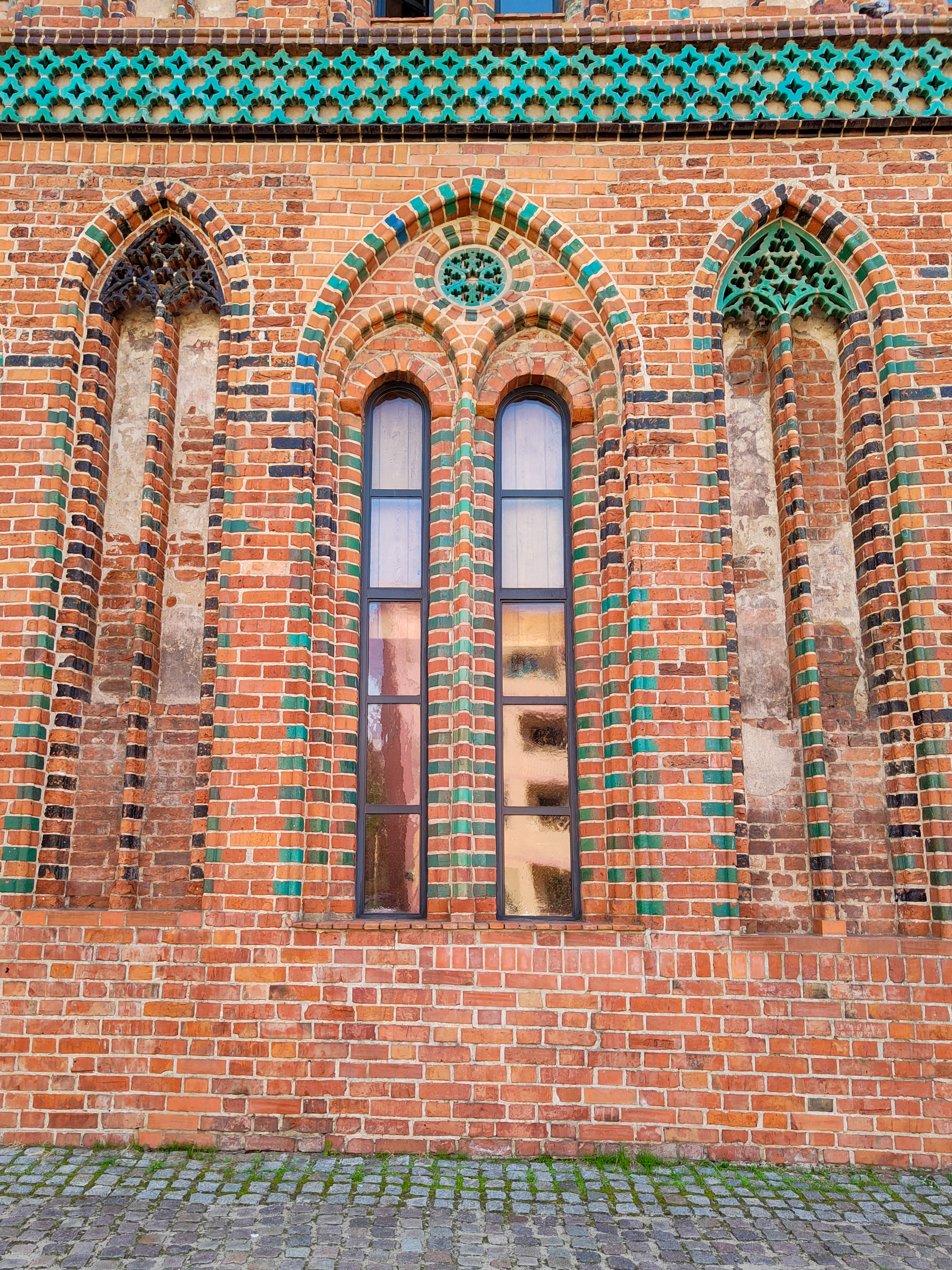
Gotyckie okna fasady północnej
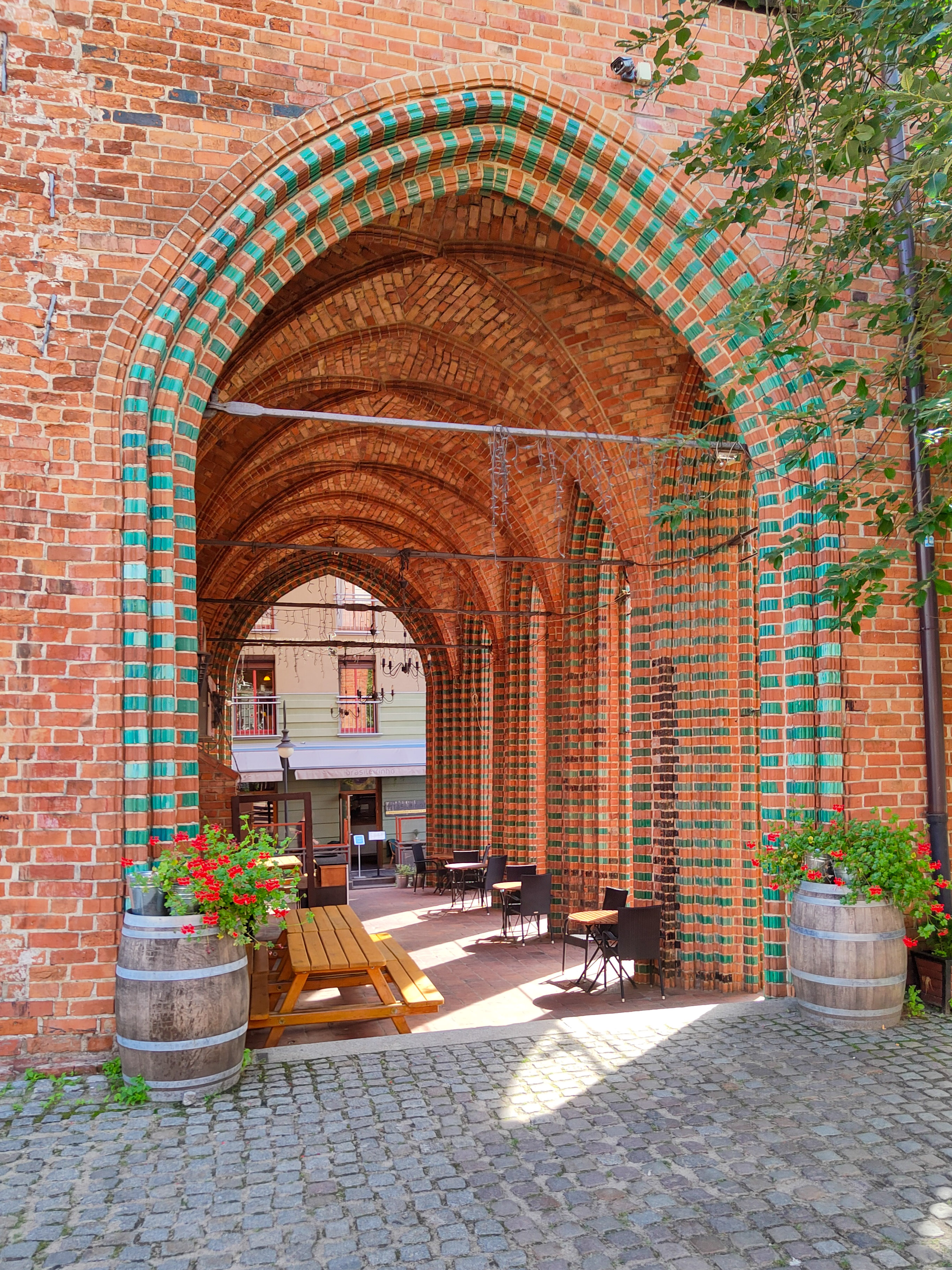
Podcienia fasady południowej